# Центральні Анди
Центральні Анди — ділянка Андів, за загальним визначенням, розташована від півдня Перу (приблизно 14°30' пд. ш.) через Болівію до північних районів Чилі та Аргентини (приблизно 27° пд. ш.). На цій ділянці Анди розширюються до понад 800 км, утворюючи обширні плоскорір'я Пуни, найбільш відома й яких північна ділянка — Альтіплано. Деякі визначення дещо розширюють цей район, включаючи до нього або Чилійсько-Аргентинські Анди на півдні (до 35° пд. ш.), або Перуанські Анди на півночі (до 5° пд. ш.).

## Рельєф
Південною межею Центральних Анд зазвичай вважається Невадо-Трес-Крусес (6749 м) на широті 27° пд. ш., що позначає південну межу великого плоскогір'я, розташованого у западині між високими гірськими ланцюгами Кордильєра-Оксиденталь, що обходить його із заходу, та Кордильєри-Сентраль (на півдні) і Кордильєри-Орієнталь (на півночі) зі сходу. Плоскогір'я цього району загалом носять назву Центральоандійського нагір'я або плато Пуна, яке географічно поділяється на нижчу та дещо вологішу північну частину — Альтіплано, та сухішу і холоднішу південну — Пуна-де-Атакама. Проте термінологія назв дещо суперечлива, через те, що мешканці Болівії та Перу зазвичай називають все плоскогір'я Альтіплано, а мешканчі Чилі та Аргентини — Пуною.
Кордильєра-Оксиденталь являє собою високогірний ланцюг з погаслими і діючими вулканами: Охос-дель-Саладо (6880 м), Коропуна (6425 м), Уаяґірі (6060 м), Ель-Місті (5821 м) та іншими. В межах Болівії ця кордильєра утворює головний вододіл Анд. Її західні схили спускаються до прибережних пустель, пустелі Атакама на півдні та пустелі Сечура на півночі.
На півночі Чилі частину берега Тихого океану займає ланцюг Прибережного хребта, що досягає висоти 600—1000 м, відокремлений від Кордильєри-Оксиденталь тектонічною западиною Атакама. Прибережний хребет обривається прямо в океан, утворюючи прямолінійний скелястий берег, дуже незручний для стоянки судів. Уздовж узбережжя Перу і Чилі з океану виступають численні скелясті острови.

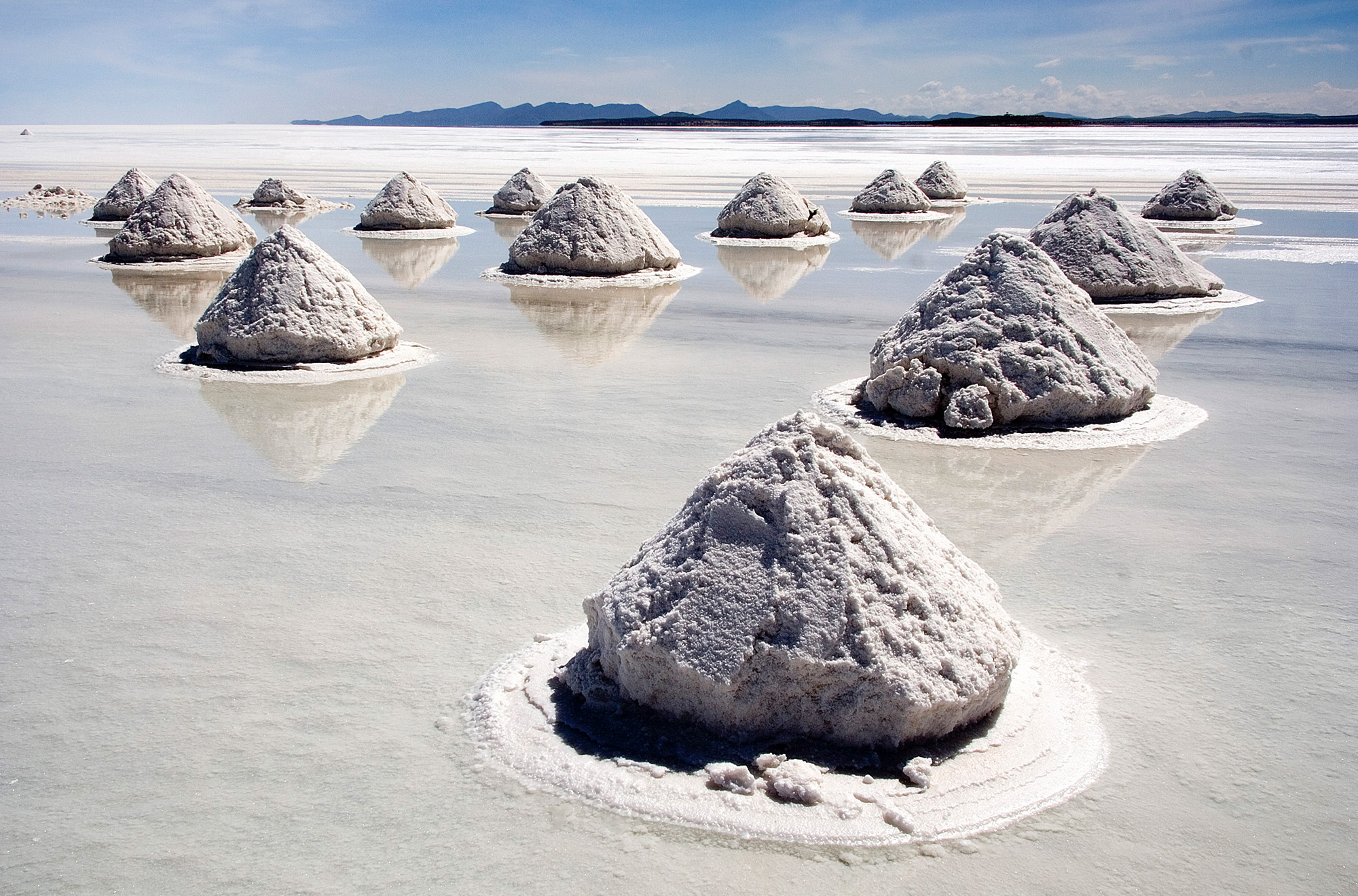
Купки солі солончака Салар-де-Уюні, Болівія

Плоскогір'я Пуни, що займають більшу частини ширини Анд, досягають висоти 3000—4500 м. Плато Пуна утворює одну з найбільших безстічних областей на Землі та охоплює кілька великих басейнів, розділених невисокими хребтами, що проходять посередині плато. Уздовж східної сторони Альтіплано — безперервна плоска область, яка служила головним транспортним коридором Болівії з півночі на південь починаючи з колоніальних часів. Усе плато Пуна було сформоване як величезна рифтова долина між двома кордильєрами, що поступово наповнилося пористими осадовими породами, вимитими з навколишніх гір. Ці осадове походження пояснює поступовий нахил від півночі на південь: більші опади на півночі відклали більшу кількість породи на плато. Місцями виділяються пониження, частково зайняті великими солончаками (найбільший з них — усесвітнє відомий Салар-де-Уюні, що містить найбільші покладини солі у світі, площею понад 9 тис. км²) та озерами (такими як Тітікака, Поопо та інші). В райні Пуни-де-Атакама на півдні плато середня висота піднімається до 4500 м, а опади майже повністю зникають. Озето Тітікака, розташоване на висоті 3800 м на півночному краю Альтіплано, забезпечує пом'якшуючий вплив на навколишні райони, роблячи можливим сільське господарство. В результаті ці райони були заселені із стародавні часів та залишаються густонаселеними і зараз. В ущелині, розташованій на південний схід від цього озера, лежить фактична столиця Болівії — місто Ла-Пас — сама високогірна столиця у світі.
Стародавній і дуже еродований хребет Кордильєра-Орієнталь тягнеться від північного боку озера Тітікака на південний схід приблизно до 17° пд. ш., потім розширюється і тягнеться на південь до аргентинського кордону. Найбільш північна частина Кордильєри-Орієнталь, Кордильєра-Реаль, являє собою ланцюг вражаючих засніжених гранітних гір. Деякі з цих вершин перевищують 6000 метрів, а дві — Іїмані (6462 м), біля міста Ла-Пас, та Іямпу (6424 м) — мають великі льодовики на верхніх схилах. На південь від 17° пд. ш. вигляд хребта змінюється. Тут хребет відомий як Кордильєра-Сентраль та являє собою великий блок земної кори, піднятий і нахилений у східному напрямку. Західний край цього блоку підвищується серією круч від Альтіплано. Основою Кордильєри є високе нерівне плато з висотами від 4200 до 4400 метрів, де нерегулярно розкидані високі вершини. Ця територія занадто висока для сільського господарства, а її рослинність характеризується кількома типами висогогірних лугів, разом відомими як пуна. Нижча Кордильєра-Орієнталь, що проходить східніше, отримує значні кількості опадів, що посилюює її ерозію.

## Клімат і рослинність

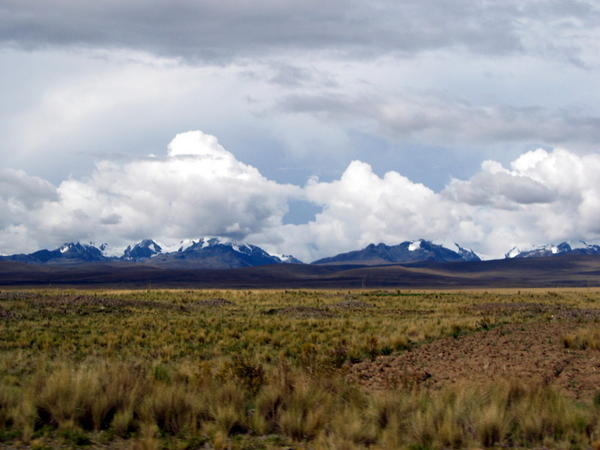
Рослинність Альтіплано, Чилі

У Центральних Андах переважають пустельні і напівпустельні ландшафти. На півночі випадає 200—250 мм опадів на рік, причому велика їх частина припадає на літо. Найвища середня місячна температура +26 °C, найнижча +18 °C. Рослинність має ксерофітний характер і складається з кактусів, опунций, акацій і жорстких трав.
Південніше стає набагато сухіше. В межах пустелі Атакама і на сусідній ділянці тихоокеанського узбережжя в рік випадає менше 100 мм опадів на рік, а на деяких ділянках загалом не буває дощів. У приморській смузі (до висоти 400—800 м) відсутність дощів декілька компенсується високою відносною вологістю повітря (до 80 %), туманами і росами, які зазвичай бувають узимку. Холодна Перуанська течія стримує температуру на узбережжі. Середня січнева з півночі на південь змінюється від +24 до + 19 °C, а середня липнева від + 19 до +13 °C.
Ґрунти і рослинність в Атакамі майже відсутні. Окремі ефемерні рослини, не створюючі постійного покриву, з'являються в сезон туманів. Великі площі займають засолені поверхні, на яких рослинність не розвивається. Дуже сухі також західні схили Кордильєри-Оксиденталь. Пустелі піднімаються тут до висоти 1000 м на півночі і до 3000 м на півдні. Схили гір покриті рідкісними кактусами і опунціями. У центральній частині тихоокеанського узбережжя по долинах невеликих річок, що стікають до океану, існують природні оази, особливо на узбережжі північного Перу, де серед пустельних ландшафтів на іригованих і удобрених гуано ділянках зеленіють плантації цукрового очерету, бавовнику і кавового дерева. В оазах на узбережжі розташовані і найбільші міста регіону, зокрема столиця Перу — Ліма.
Із подняттям пустелі змінюються поясом гірських напівпустель, відомих під назвою сухої пуни. Суха пуна розповсюджується і на південно-західну частину внутрішніх плоскогірїв.
Опадів в сухій пуне випадає менше 250 мм, максимум їх припадає на літо. Клімат тут різко континентальний, вдень ця територія сильно прогрівається, але розріджене повітня не утримує тепло вночі, а холодні вітри в найтеплішу пору року можуть викликати сильне похолодання. Взимку бувають морози до —20°С, але середня місячна температура позитивна. Середня температура найтепліших місяців від +14 до +15 °C. Опади випадають головним чином у вигляді дощу і граду, але взимку бувають і снігопади, хоча сніжний покрив не утворюється. Рослинність тут мізерна. Переважають карликові чагарники, до яких домішуються деякі тонконогові (такі як ковила і куничник) та лишайники. Зустрічаються також кактуси. Засолені ділянки ще бідніші рослинністю, на них ростуть головним чином полин і ефедра.

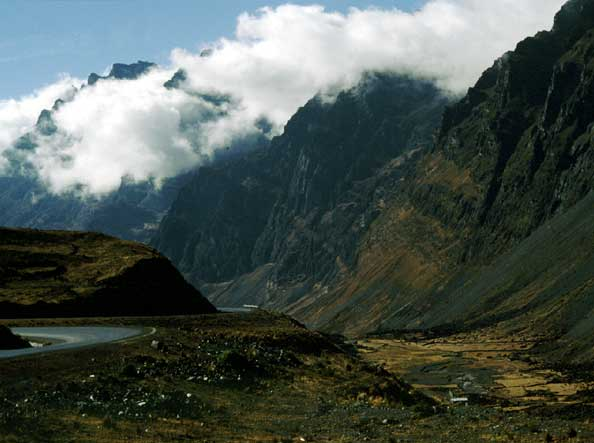
Юнга Кордильєри-Орієнталь, Болівія

На сході і півночі Центральних Анд річна кількість опадів поступово зростає, хоча решта особливостей клімату зберігається. Виняток становить місцевість, прилегла до озера Тітікака. Величезна водна маса озера (площа понад 8300 км, глибина до 304 м) робить вельми відчутний вплив на кліматичні умови околиць. У приозерному районі температурні коливання не такі різкі і кількість опадів вища, ніж в інших частинах плоскогір'я. У зв'язку з тим що кількість опадів збільшується на сході до 800 мм, а на півночі навіть до 1000 мм, рослинність стає багатшою і різноманітнішою, гірська напівпустеля переходить в гірський степ (пуну і вологу пуну). Для рослинного покриву пуни характерні різноманітні злаки, особливо типчак, ковила і куничник. Крім того, в тут ростуть різні подушкоподібні чагарники, а у деяких місцях зустрічаються окремі низькорослі дерева.
Вище 5000 м на півдні і 6000 м на півночі температура протягом всього року негативна. Заледеніння незначне через сухість клімату, тільки на Кордильєрі-Орієнталь, де опадів більше, існують великі льодовики.
Ландшафти Кордильєри-Орієнталь істотно відрізняються від ландшафтів решти Центральних Анд. Вологі вітри приносять в літній час значну кількість вологи зі сходу. Частково по долинах вона проникає на західний схил Кордильєри і прилеглі частини плоскогірїв, де випадають рясні опади. Тому нижні частини схилів гір до висоти 1000—1500 м одягнені густими гірськими тропічними лісами з пальмами і хінним деревом. Хоча ця територія мало заселена, тут в долинах цього району вирощують цукровий очерет, каву, какао і різні тропічні фрукти. До висоти 3000 м ростуть низькорослі вічнозелені гірські ліси — хащі бамбуків, папоротей і ліан. Вище піднімаються чагарники і високогірні степи.

## Населення і господарча діяльність

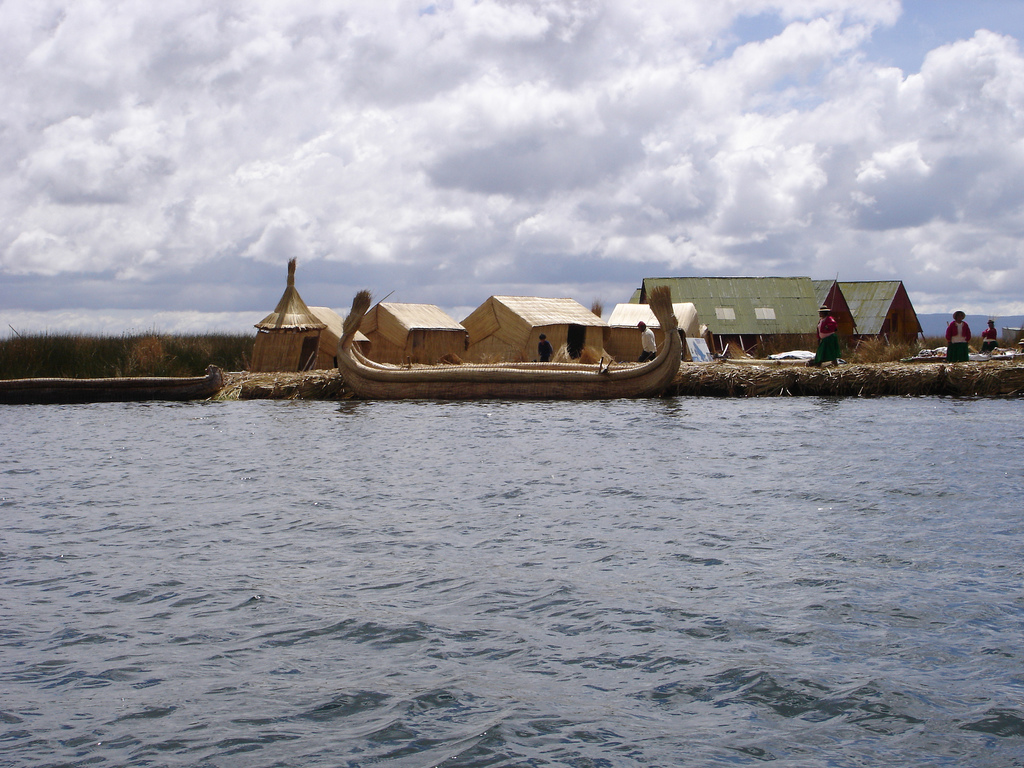
Острови Урос на озері Тітікака

Плоскогір'я Центральних Анд були заселені дуже давно. На берегах озера Тітікака існувала стародавня держава Тіуанаку, а потім ці райони стали центральними районами Тауантісую (Імперії Інків). Сучасне населення внутрішніх плоскогірїв Анд складається в основному з індіанців кечуа, предки яких становили основу інкської держави. Кечуа займаються зрошуваним землеробством, приручають і розводять лам і альпак.
Землеробством займаються на великих висотах. Посадки картоплі і посіви деяких злаків можна зустріти до висоти 3500—3700 м, ще вище вирощують кіноа — однорічну рослину, що дає великий урожай дрібного насіння, істотну частину раціону місцевого населення. Навколо великих міст поверхня пун перетворена на «клаптевий» ландшафт, де поля чергуються з гаями із завезених з Австралії евкаліптів і чагарниками дроку та інших кущів.
На берегах озера Тітікака живе народ аймара, що займається рибальством і виготовленням різних виробів з очерету, що росте біля низьких берегів озера.
На всьому протязі Центральних Анд розташовані великі родовища руд кольорових, рідкісних і радіоактивних металів. Прибережний хребет та Корильєра-Оксиденталь в межах Чилі займають одне з перших місць у світі з видобутку міді, в Атакамі і на узбережжі Тихого океану знаходиться єдине у світі родовище природної селітри.

## Виноски
1. ↑  2